# Округ Монтгомери (Тексас)
Округ Монтгомери (енгл. Montgomery County) је округ у америчкој савезној држави Тексас. По попису из 2010. године број становника је 455.746.

## Демографија
Према попису становништва из 2010. у округу је живело 455.746 становника, што је 161.978 (55,1%) становника више него 2000. године.
| Група             | 2000.           | 2010.           |
| Белци             | 239.150 (81,4%) | 324.611 (71,2%) |
| Афроамериканци    | 10.258 (3,5%)   | 19.401 (4,3%)   |
| Азијати           | 3.261 (1,1%)    | 9.546 (2,1%)    |
| Хиспаноамериканци | 37.150 (12,6%)  | 94.698 (20,8%)  |
| Укупно            | 293.768         | 455.746         |